# Neo4j
Neo4j är ett grafdatabashanteringssystem som utvecklats av Neo4j, Inc. Beskriven av Neo som en ACID-kompatibel transaktionsdatabas med inbyggd graf-lagring och -behandling, Neo4j är den mest populära grafdatabasen enligt DB-Engines, och den 22:e mest populära databasen alla kategorier.
Neo4j finns i en GPL3- licensierad öppen källkod "community edition", med online backup och hög tillgänglighetstillägg licensierad enligt en kommersiell licens med sluten källkod.
Neo4j är skrivet i Java och är tillgängligt från programvara som skrivits på andra språk med hjälp av Cypher Query Language via en transaktions HTTP-ändpunkt, eller via det binära "bolt"-protokollet.

## Historia
Version 1.0 släpptes i februari 2010.
Neo4j version 2.0 släpptes i december 2013.
Neo4j version 3.0 släpptes i april 2016. 
I november 2016 säkerställde Neo4j framgångsrikt 36 miljoner dollar i serie D-finansiering som leds av Greenbridge Partners Ltd.
I november 2018 säkerställde Neo4j framgångsrikt 80 miljoner dollar i serie E-finansiering som leds av One Peak Partners och Morgan Stanley Expansion Capital, med deltagande från andra investerare, bland annat Creandum, Eight Roads och Greenbridge Partners.

## Neo4j, Inc.
Neo4j är utvecklat av Neo4j, Inc., baserat i San Francisco Bay Area, USA, och även i Malmö, Sverige. Styrelsen för Neo4j, Inc. består av VD Emil Eifrém, Michael Treskow (Eight Roads Ventures), Emanuel Lang (Managing Director Greenbridge Partners), David Klein (medgrundare och Managing Partner på One Peak Partners), Christian Jepsen (Heartcore Capital) och Denise Persson (marknadschef på Snowflake).